# チルトン郡 (アラバマ州)
チルトン郡（英: Chilton County）は、アメリカ合衆国アラバマ州の中心に位置する郡である。2010年国勢調査での人口は43,643人であり、2000年の39,593人から10.2%増加した。郡庁所在地はクラントン市（人口8,619人）であり、同郡で人口最大の都市はカレラ市（人口11,620人）である。郡名は弁護士ウィリアム・パリッシュ・チルトン（1810年-1871年）に因んで名付けられた。チルトンはアラバマ州最高裁判所長官を務めた後、アメリカ連合国議会のモンゴメリー郡選出議員となった。1861年2月4日には暫定議会の議長代行を務めアメリカ連合国の成立を促進した。1942年アメリカ海軍はチルトン郡に因んで、USSチルトンを就役させた。チルトン郡は基本的にアルコール飲料の販売が禁止されている「ドライ郡」（禁酒郡）である。
アラバマ州の人口重心が郡内ジェミソンの町郊外、ジェミソン地区と呼ばれる地域にある。
チルトン郡はモモと特徴ある地形で知られる。この郡で終わるアパラチア山脈の麓丘陵部にあるために、湿地、平原、山岳がある。クーサ川盆地があり、ブラックベルト・プレーリーに近い。

## 歴史
チルトン郡となった地域は1868年12月30日に設立され、アルフレッド・ベイカーに因んでベイカー郡と名付けられた。郡庁所在地はグラントビルに置かれた。郡民がアラバマ州議会に郡名変更を請願したが、これは強制されたものではなかった。1874年12月17日、請願が認められチルトン郡という名前が提案された。ただし名称の由来であるチルトン長官はこの地域に住んだことはなかった。郡庁所在地が何時移転されたかについては不明である。

## 地理
アメリカ合衆国国勢調査局に拠れば、郡域全面積は700.76平方マイル (1,815.0 km2)であり、このうち陸地693.98平方マイル (1,4797.4 km2)、水域は6.78平方マイル (17.6 km2)で水域率は0.97%である。

### 主要高規格道路
- 州間高速道路65号線
- アメリカ国道31号線
- アメリカ国道82号線
- アラバマ州道22号線
- アラバマ州道139号線
- アラバマ州道145号線
- アラバマ州道155号線

### 隣接する郡
- シェルビー郡 - 北
- クーサ郡 - 東
- エルモア郡 - 南東
- オートーガ郡 - 南
- ペリー郡 - 南西
- ダラス郡 - 南西
- ビブ郡 - 北西

### 国立保護地域
- タラデガ国立の森（部分）

## 人口動態
以下は2000年国勢調査による人口統計データである。
| 基礎データ - 人口: 39,593人 - 世帯数: 15,287 世帯 - 家族数: 11,342 家族 - 人口密度: 22人/km2（57人/mi2） - 住居数: 17,651軒 - 住居密度: 10軒/km2（25軒/mi2） 人種別人口構成（ ）内は2010年データ - 白人: 86.71% (84.1%) - アフリカン・アメリカン: 10.61% (9.7%) - ネイティブ・アメリカン: 0.28% (0.4%) - アジア人: 0.18% (0.3%) - 太平洋諸島系: 0.02% (0.0%) - その他の人種: 1.51% - 混血: 0.69% (1.2%) - ヒスパニック・ラテン系: 2.91% (7.8%) 年齢別人口構成 - 18歳未満: 25.7% - 18-24歳: 9.1% - 25-44歳: 29.0% - 45-64歳: 23.4% - 65歳以上: 12.9% - 年齢の中央値: 36歳 - 性比（女性100人あたり男性の人口） - 総人口: 97.8 - 18歳以上: 93.9 | 世帯と家族（対世帯数） - 18歳未満の子供がいる: 34.4% - 結婚・同居している夫婦: 60.1% - 未婚・離婚・死別女性が世帯主: 10.5% - 非家族世帯: 25.8% - 単身世帯: 22.9% - 65歳以上の老人1人暮らし: 10.2% - 平均構成人数 - 世帯: 2.57人 - 家族: 3.00人 収入と家計 - 収入の中央値 - 世帯: 32,588米ドル - 家族: 39,505米ドル - 性別 - 男性: 31,006米ドル - 女性: 21,275米ドル - 人口1人あたり収入: 15,303米ドル - 貧困線以下 - 対人口: 15.7% - 対家族数: 12.6% - 18歳未満: 19.4% - 65歳以上: 18.2% |

## 都市と町

### 都市
- カレラ
- クラントン - 郡庁所在地

### 町
- ジェミソン
- メイプルズビル
- ソースビー

### 未編入の町
- イサベラ
- マウンテンクリーク
- スタントン
- バーベナ